# Vier Orchesterstücke (Bruckner)
Die Vier Orchesterstücke, WAB 96–97 sind vier kurze Orchesterstücke, die Anton Bruckner im Herbst 1862 während seines Unterrichts bei Otto Kitzler komponierte.

## Geschichte
Im Sommer 1862, während seines Studiums bei Otto Kitzler in Linz, komponierte Bruckner sein erstes Instrumentalwerk, das Streichquartett c-Moll. Danach bat Kitzler ihn, den ersten Satz der Beethovens Sonate pathétique zu orchestrieren. Im Herbst desselben Jahres versuchte sich Bruckner an eigenen Orchesterkompositionen. Aus diesen „ersten Armen“ entstanden vier kleine Orchesterstücke: der Marsch in d-Moll (WAB 96) und die Drei Sätze für Orchester (WAB 97).
Das Originalmanuskript befindet sich im Kitzler-Studienbuch:
- Skizze und verworfenes erstes Trio für den Marsch in d-Moll: S. 251–252
- Marsch in d-Moll: S. 253–265 (datiert 12. Oktober 1862)[2]
- Drei Sätze für Orchester: S. 266–271 (undatiert), S. 272–277 (datiert 10. November 1862), S. 278–286 (datiert 16. November 1862)[3][4]

Eine Partitur der Vier Orchesterstücke schenkte Bruckner seinem Freund Cyrill Hynais, zusammen mit der Partitur der Ouvertüre in g-Moll (WAB 98) und die Sinfonie in f-Moll (WAB 99). Diese Partituren werden im Archiv der Stadt- und Landesbibliothek von Wien aufbewahrt.
Die Vier Orchesterstücke wurden von Franz Moißl am 12. Oktober 1924 in Klosterneuburg uraufgeführt. Eine Klaviertranskription des Marsches von Max Auer (1930) wurde in Band III/2, S. 29–32 der Göllerich/Auer-Biographie aufgenommen. Die Orchesterpartitur der Drei Sätze für Orchester wurde in Band III/2, S. 34–60 der Göllerich/Auer-Biografie aufgenommen.
Die Vier Orchesterstücke sind im Band XII/4 der Bruckner-Gesamtausgabe herausgegeben.

## Musik

### Marsch in d-Moll
Der Marsch in d-Moll (WAB 96) verwendete die Orchesterbesetzung von Mozarts späten Sinfonien (2 Flöten, 2 Oboen, 2 Klarinetten, 2 Fagotte, 2 Hörner, 2 Trompeten, Pauken und Streicher) und drei Posaunen.
Der Marsch besteht aus drei Teilen:
1. März (A-BA), 26 Takte, mit interner Wiederholung,
2. Trio (A-B) in B-Dur, 16 Takte, mit interner Wiederholung,
3. Wiederholung des Marsches, gefolgt von einer 5 Takte langen Coda.[2]

Dauer: ca. 4 Minuten.

### Drei Sätze für Orchester
Die Drei Sätze für Orchester (WAB 97) sind charmante, melodiöse kleine Sätze, für eine ähnliche Orchesterbesetzung mit nur einer Bass-Posaune geschrieben.
1. Moderato in Es-Dur, 36 Takte – dreistimmig: A, B, A’ mit Coda
2. Andante in e-Moll, 48 Takte – drei Teile: A, B, A’ mit Coda
3. Moderato com moto in F-Dur, 45 Takte – drei Teile: A, B, Wiederholung von A.[3]

Gesamtdauer: ca. 9 Minuten.
Das Hauptinteresse der Vier Orchesterstücke liegt darin, dass Bruckner mit diesen Kompositionen erstmals jenes Gebiet berührte, das er zu seinem Lebenswerk machen sollte: die Orchestermusik. Der Marsch und der Mittelteil des letzten Stücks lassen einige leichte Hinweise auf den kommenden Bruckner erahnen. Der Marsch enthält bereits eine Passage, die viel später in der Sinfonie Nr. 8 wieder vorkommt.

## Diskografie
Die Vier Orchesterstücke wurden etwa zehnmal eingespielt, hauptsächlich als Nachtrag zur Einspielung einer Sinfonie. Die Ersteinspielung erfolgte ca. 1937 durch Ludwig K. Mayer mit dem Berliner Stadtorchester (78/min: Polydor 57213).
Einige der Aufnahmen können von John Berkys Website heruntergeladen werden.